# Surpierre
Surpierre (antiguamente en alemán Überstein) es una comuna suiza del cantón de Friburgo, situada en el distrito de Broye. Limita al oeste y norte con la comuna de Cheiry, al noreste con Valbroye (VD), al este con Villeneuve, y al sur con Lucens (VD), Cremin (VD) y Forel-sur-Lucens (VD)
El 1 de enero de 2005 la comuna de Praratoud fue incorporada en la comuna de Surpierre.

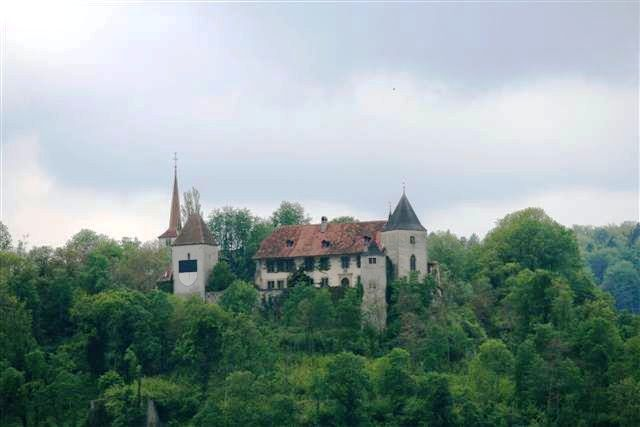
Burgo de Surpierre.